# Andy Pyle
Andy Pyle (Luton, 15 luglio 1946) è un bassista britannico celebre per aver fatto parte di band quali Savoy Brown, Wishbone Ash e The Kinks.

## Biografia
Nato a Luton nel 1945, inizio la sua attività di musicista nel 1964, anno in cui fonda i Blues Train insieme a Victor Brox,  futuro membro degli Aynsley Dunbar Retaliation. La band si sciolse nel 1968; proprio nello stesso periodo, Mick Abrahams lasciò i Jethro Tull dopo il primo album, This Was, a seguito di una disputa con Ian Anderson sul futuro della band, e formò i Blodwyn Pig, di cui fece parte lo stesso Pyle, fino al 1970, anno del loro scioglimento.
Nel periodo successivo fece inoltre parte delle band Juicy Lucy e Savoy Brown; e nel 1975 su separò da questi ultimi, venendo sostituito da Jim Leverton.
Nel 1976, Pyle suonò in un album del chitarrista Alvin Lee, ex Ten Years After. Suona nel primo album da solista di Lee, Pump Iron con ex musicisti dei King Crimson, Boz Burrell al basso, Ian Wallace alla batteria e Mel Collins al sassofono.
Alla fine del 1976, Pyle entrò nei Kinks in seguito ad un'audizione per il posto di bassista, per sostituire John Dalton, e rimase nella band fino al 1978.
Nel 1986, Dopo la partenza di Mervyn Spence, a Pyle fu offerto il posto di bassista degli Wishbone Ash. Seguì un intenso periodo di tournée, comprese le apparizioni in Russia nel 1987, prima che Pyle cedesse per consentire la reunion dei membri originali della band.
Tuttavia, Andy Powell e Pyle sono rimasti amici intimi e hanno continuato a collaborare alle canzoni. Pyle è anche coautore della title track dell'album Strange Affair. Pyle, nel frattempo,  ha collaborato con Gary Moore per l'album Still Got the Blues nel 1990.
Nel 1991, Pyle  tornò negli Wishbone Ash, in seguito alla seconda rottura di Martin Turner con la band. Seguì un periodo di due anni di tournée.   Nel 1994 è tornato nei Blodwyn Pig quando è apparso nella canzone I Wonder Who nell'album Lies, ma nel 1996 la band si scioglie di nuovo.
nel 2000 si unisce quindi ai Visible Faith, band guidata dall'ex Uriah Heep Ken Hensley, con i quali incide due album, prima del loro  scioglimento, avvenuto nel 2004.
Nello stesso anno ritorna nei riformati Juicy Lucy, dove rimarrà fino al 2018, anno del loro scioglimento, causato dalla scomparsa del cantante Ray Owen.
Sempre nel 2018 entra nella Dave Davies Band, progetto solista del cantante e chitarrista dei Kinks Dave Davies; con questo gruppo esordisce discograficamente nel 2022, con l'album Peekin' Thru Muddy Water.

## Discografia

### Solista
- 1985 - Barrier Language

### Con i Bloodwyn Pig
- 1969 - Ahead Rings Out
- 1970 - Getting to This
- 1994 - Lies

### Con i Juicy Lucy
- 1972 - Pieces
- 2006 – Do That and You'll Lose It

### Con i Savoy Brown
- 1972 - Lion's Share
- 1973 - Jack the Toad

### Con i Kinks
- 1977 - Sleepwalker
- 1978 - Misfits

### Con gli Wishbone Ash
- 1992 - The ash Live in Chicago

### Con i Visible Faith
- 2002 - Running Blind
- 2004 - The Last Dance

### Con i Midnight Blues Band
- 1990 - The Midnight Blues Band
- 2007 - Peekin' Thru Muddy Water

### Con la Dave Davies Band
- 2022 - Peekin' Thru Muddy Water